# 乌鸦乡
乌鸦乡，是中华人民共和国湖南省湘西土家族苗族自治州龙山县下辖的一个乡镇级行政单位。

## 行政区划
乌鸦乡下辖以下地区：
龙堰村、光辉村、西堰村、铁树村、青坪村和花园村。